# О’Гара, Ронан
Ронан Джон Росс О’Гара (англ. Ronan John Ross O’Gara, ирл. Rónán Ó Gadhra, родился 7 марта 1977 в Сан-Диего, Калифорния, США) — ирландский регбист и тренер. Известен по выступлениям за регбийный клуб «Манстер» и сборную Ирландии. Занимает 2-е место по числу игр за сборную Ирландии и является её рекордсменом по числу набранных очков.
О’Гара выступал на протяжении 16 сезонов за клуб «Манстер», в составе которого дважды выигрывал Кубок Хейнекен и установил рекорд по числу набранных очков в Кубке, а также стал лучшим бомбардиром за всю историю существования клуба. Он провёл 128 матчей за сборную Ирландии, сумев с ней в рамках Кубка шести наций в 2009 году одержать победу и завоевать командные призы «Тройная корона» (победа над всеми сборными Британских островов) и «Большой шлем» (пять выигранных матчей из пяти возможных): среди его нескольких победных дроп-голов был и гол на 78-й минуте в матче против Уэльса в 2009 году, который принёс Ирландии эти титулы. По общему числу сыгранных регбийных тест-матчей за сборную О’Гара занимает (на 25 августа 2018 года) 7-е место среди всех регбистов мира, а по числу набранных очков — 4-е место. Он также участвовал в трёх зарубежных турне команды «Британские и ирландские львы».
Завершив игровую карьеру в 2013 году, О’Гара стал тренером, проработав помощником во французском клубе «Расинг 92» в 2013—2017 годах и перейдя в январе 2018 года в «Крусейдерс» на аналогичную должность. 12 сентября 2018 года его имя внесено в Зал славы World Rugby (англ. World Rugby Hall of Fame). С 2019 года — главный тренер клуба «Стад Рошле» из чемпионата Франции.

## Ранние годы
Ронан О’Гара родился 7 марта 1977 года в городе Сан-Диего (штат Калифорния, США). Его отец Фергал — микробиолог по профессии — работал в США и получил степень доктора. В прошлом Фергал играл в регби на позиции винга за клуб UCG в Коннахте. Ронан с родителями переехал в Ирландию, когда ему было полгода. Он учился в начальной школе Scoil an Spioraid Naoimh, где преподавала его мать, а через год был направлен в Колледж братьев Введения в Корке, где играл за школьную регбийную команду. В 1992 году он завоевал Кубок младшеклассников Манстера, а через три года — Кубок старшеклассников Манстера.
В колледже братьев Введения О’Гара впервые познакомился с Декланом Кидни, главным тренером сборной колледжа. Кидни позже стал его наставником в «Манстере» и сборной Ирландии. Ронан учился в Университетском колледже Корка, в составе его команды выиграл в 1996 году первенство Ирландии среди игроков не старше 20 лет, а в 1999 году окончил колледж со степенью магистра бизнеса и экономики.

## Клубная карьера

### 1997—2007

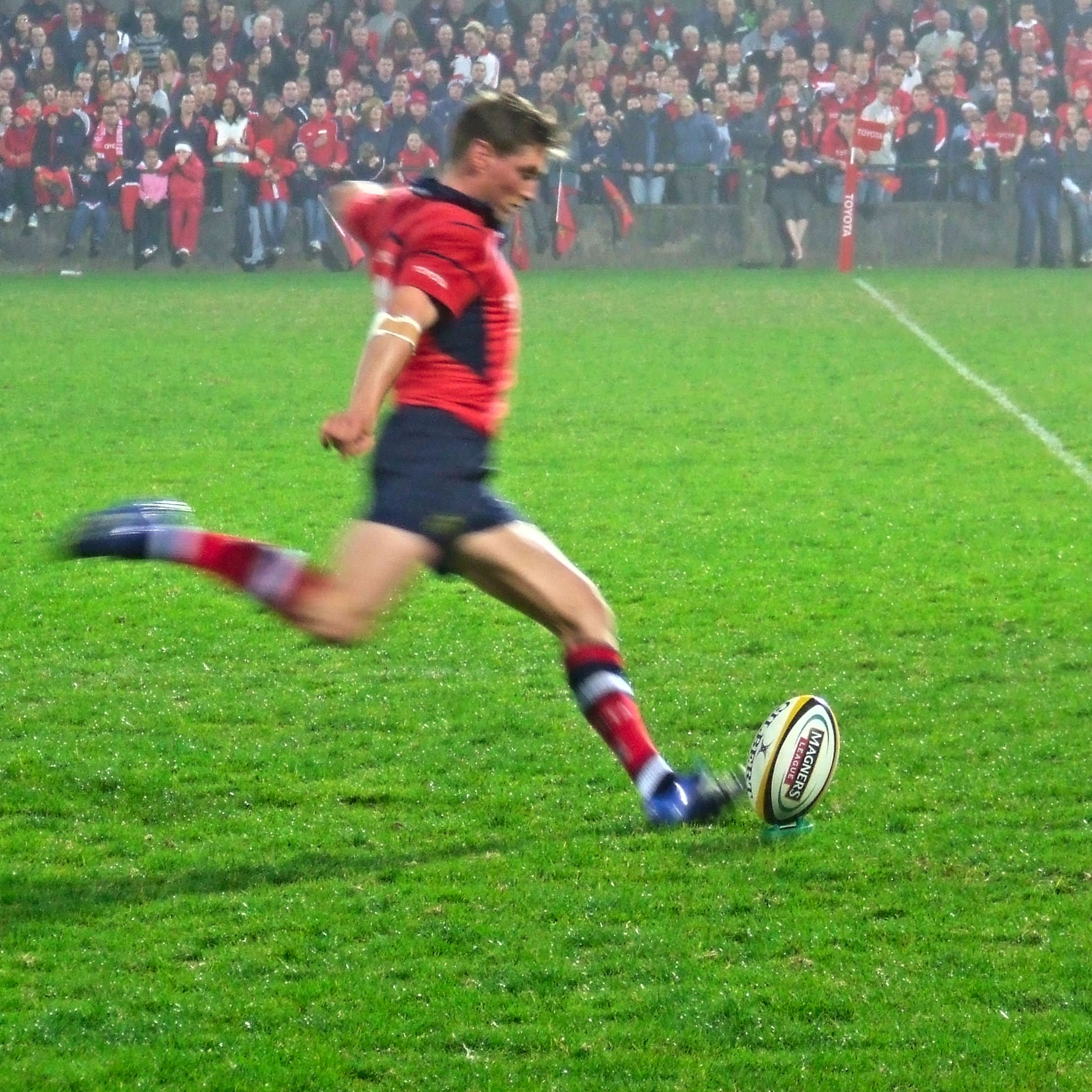
О’Гара в игре за «Манстер»

Ронан О’Гара и Дэвид Уоллес, который долгие годы был одноклубником О’Гара и коллегой по сборной, дебютировали за клуб «Манстер» в августе 1997 года матчем против «Коннахта», в котором О’Гара набрал 19 очков. В Кубке Хейнекен первую игру О’Гара провёл в сентябре 1997 года (сезон 1997/1998) против «Харлекуинс», набрав 15 очков, однако «Манстер» проиграл со счётом 48:40. В финале Кубка Хейнекен 2000 года Ронан вышел в стартовом составе, но тогда победу отпраздновал клуб «Нортгемптон Сэйнтс» со счётом 9:8. Через два года «Манстер» опять дошёл до финала Кубка Хейнекен, и снова О’Гара вышел в стартовом составе, но манстерцы в очередной раз проиграли — теперь клубу «Лестер Тайгерс» со счётом 15:9, причём в финале О’Гара набрал все 9 очков команды за счёт штрафных.
18 января 2003 года на последней минуте матча против «Глостера» О’Гара провёл реализацию, благодаря которой клуб одержал победу с отрывом в 27 очков и вышел в четвертьфинал. Эта встреча стала известна среди болельщиков как «Чудо-матч» (англ. Miracle Match). В том же году клуб выиграл Кельтскую лигу, победив в финале клуб «Нит» со счётом 37:17 на стадионе «Миллениум». В марте 2003 года О’Гара отклонил предложение выступать за клуб «Майами Долфинс» из НФЛ, а в мае 2005 года во второй раз выиграл Кельтский кубок, набрав 17 очков во встрече против «Скарлетс».
Кубок Хейнекен 2005/2006 был завоёван «Манстером» благодаря игре О’Гара: в полуфинале против «Ленстера» он заработал 20 очков, в том числе занеся попытку на 77-й минуте. 20 мая 2006 года в финале Кубка против «Биарриц Олимпик» 13 очков Ронана помогли клубу завоевать первый еврокубковый трофей.
22 октября 2006 года «Манстер», начиная защиту титула победителей Кубка Хейнекена, победил в первом матче группового этапа команду «Лестер Тайгерс» со счётом 21:19 благодаря пенальти, забитому О’Гара на «Уэлфорд-Роуд». В другом матче группового этапа против «Бургуэн-Жальё», прошедшем 14 января 2007 года, 15 очков О’Гара принесли «Манстеру» ещё одну победу. 30 марта 2007 года в четвертьфинале против «Скарлетс» О’Гара набрал 5 очков, однако «Манстер» потерпел поражение.

### 2008—2013
19 января 2008 года в заключительной встрече группового этапа Кубка Хейнекен против «Уоспс» О’Гара вывел свою команду на поле в качестве капитана. «Манстер» одержал победу над действовавшими обладателями Кубка и вышел в свой десятый подряд четвертьфинал Кубка Хейнекен. 24 мая Ронан выиграл второй за карьеру Кубок Хейнекен: в финале была побеждена «Тулуза» со счётом 16:13, на счету О’Гара были 11 очков. В первом матче Кубка Хейнекен 2008/2009 на новом стадионе «Томонд Парк» против «Монтобана» О’Гара забил победный пенальти за три минуты до конца основного времени. 13 декабря 2008 года он преодолел отметку в 1000 очков в Кубке Хейнекен благодаря успешной реализации на последней минуте игры против «Клермон Овернь».
16 мая 2010 года О’Гара получил приз лучшему регбисту Европы за выдающийся вклад в развитие этого спорта, внесённый во время первых 15 лет существования Кубка Хейнекен. Ирландца выбрало лучшим жюри, куда вошли сэр Ян Макгикан, Лоуренс Даллаглио, Юэн Эванс, Фабьен Галтье, Донал Ленихан, Майкл Лайна, Стюарт Барнс, Стивен Джонс и Жак Вердье. Отметку в 2000 очков в своей клубной карьере О’Гара преодолел 18 сентября 2010 года в матче Кельтской лиги против «Оспрейз», а в ноябре продлил контракт с «Манстером» и Ирландским регбийным союзом до 2013 года. 23 апреля 2011 года он провёл свою 200-ю игру за клуб (четвёртый в истории «Манстера» регбист с подобным достижением) против тех же «Оспрейз» в Кельтской лиге, а в мае 2011 года в составе «красных» выиграл большой финал Лиги Магнерс на «Томонд-Парк», победив со счётом 19:9 регбистов «Ленстера», завоевавших незадолго до этого Кубок Хейнекен.

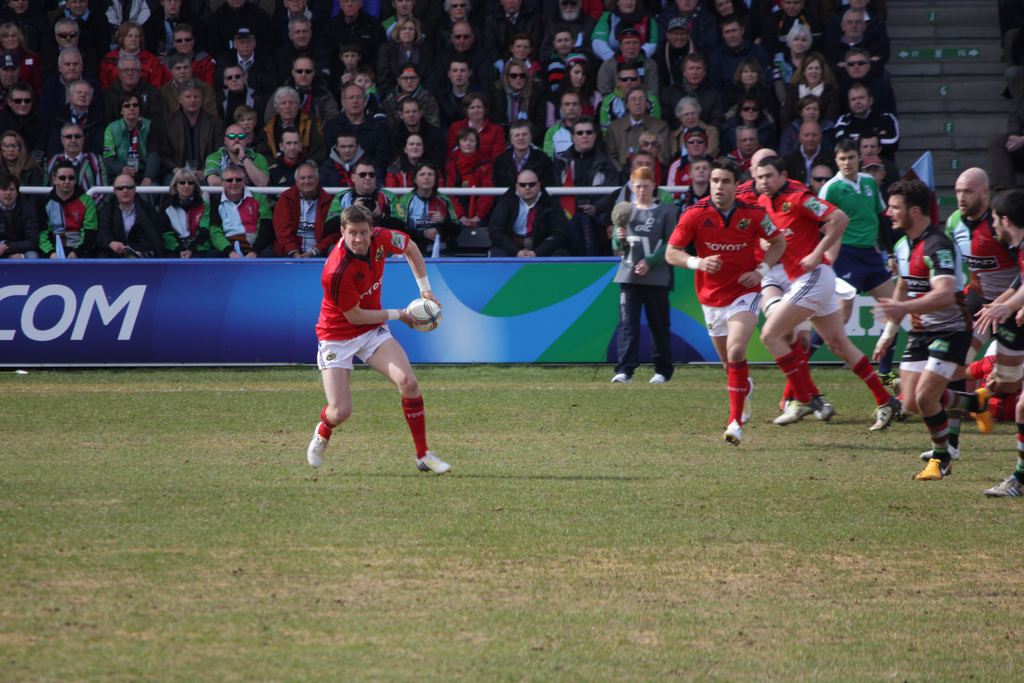
Ронан О’Гара в матче против клуба «Харлекуинс» в 2013 году

12 ноября 2011 года в первом матче группового этапа Кубка Хейнекен в группе против «Нортгемптон Сэйнтс» О’Гара забил на 84-й минуте победный дроп-гол, а через неделю повторил это достижение на 81-й минуте матча против «Кастр Олимпик» в гостях. 10 декабря того же года он стал вторым игроком после своего одноклубника Джона Хэйса, сыгравшим 100 игр в Кубке Хейнекен: сотой для О’Гара стала третья игра группового этапа против «Скарлетс», завершившаяся победой «Манстера» со счётом 14:17 благодаря 12 очкам после точных ударов О’Гара. Через неделю Ронан набрал 14 очков в домашней встрече против «Скарлетс» и принёс победу 19:13, а 14 января 2012 года стал рекордсменом Кубка Хейнекен по числу встреч после матча 5-го раунда против «Кастр Олимпик» (16 очков О’Гара принесли «Манстеру» победу со счётом 26:10). В последнем матче группового этапа против «Нортгемптон Сэйнтс» О’Гара набрал 24 очка и принёс своему клубу победу 51:36. В марте он объявил о том, что будет играть до достижения 38-летнего возраста, и опроверг слухи о скорейшем завершении карьеры.
13 октября 2012 года шёл матч открытия Кубка Хейнекен между клубами «Манстер» и «Расинг Метро 92». Ронан О’Гара забил пенальти и провёл реализацию, но на 34-й минуте получил травму и вынужден был покинуть поле. Эту встречу «Манстер» проиграл 17:22. О’Гара пропустил матч против «Эдинбурга» (победа с бонусным очком во втором раунде) и вернулся в строй к матчу против «Сарацинов», в котором набрал 15 очков и принёс команде победу со счётом 15:9. 5 января 2013 года он провёл свой 233-й матч за «Манстер» против «Кардифф Блюз», что стало рекордом клуба, но уже 17 января отметился со знаком «минус», получив дисквалификацию на неделю за то, что ударил игрока «Эдинбурга» Шона Кокса в 4-м раунде группового этапа. Тем не менее, команда в матче против «Расинг Метро» победила со счётом 29:6 и вышла в плей-офф. В четвертьфинале 7 апреля 2013 года «Манстер» одержал победу над «Харлекуинс» со счётом 18:12, при этом все очки манстерцев заработал именно О’Гара. В полуфинале против «Клермон Овернь» О’Гара набрал пять очков, что не спасло «красных» от поражения со счётом 10:16.
18 мая 2013 года Ронан О’Гара официально объявил о завершении игровой карьеры.

## Сборная Ирландии

### 1999—2003

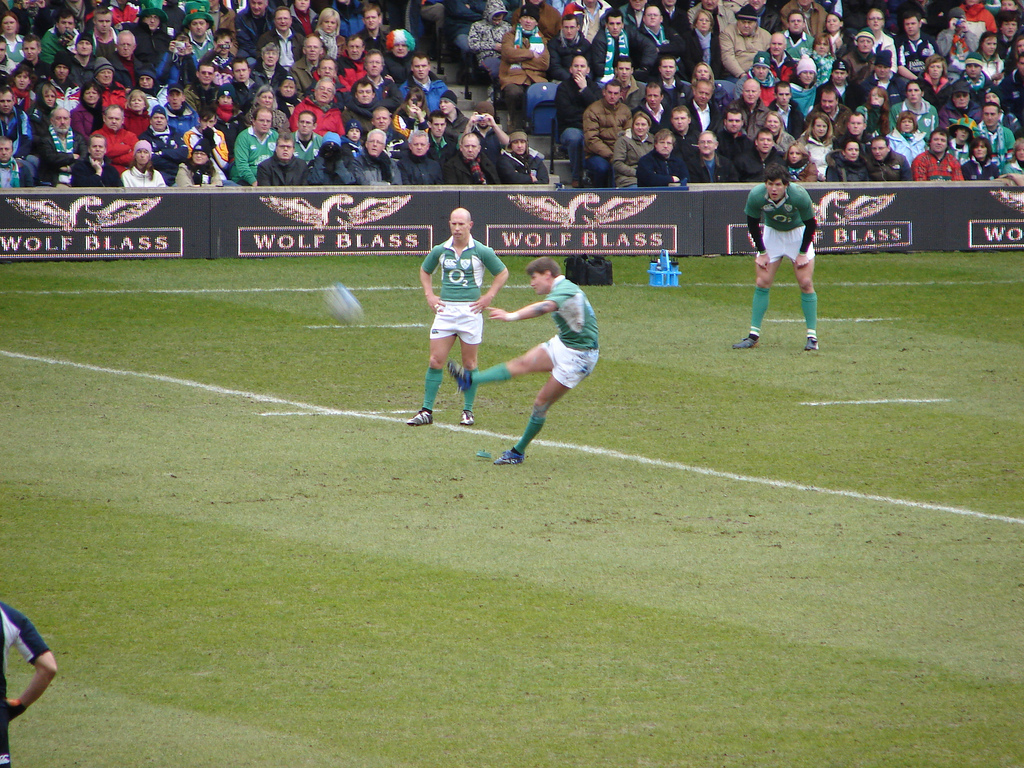
Ронан О’Гара наносит удар в матче против Шотландии, Кубок шести наций 2007

9 апреля 1999 года О’Гара дебютировал в составе второй сборной Ирландии по регби, известной как «Айрленд Вулфхаундз» (англ. Ireland Wolfhounds — «Ирландские волкодавы»), в матче против второй сборной Италии по регби. Он был в расширенном списке сборной Ирландии для участия в чемпионате мира по регби 1999 года, но в окончательную заявку не попал, поскольку тренерский штаб решил взять в состав дополнительного столба вместо третьего блуждающего полузащитника. В рамках подготовки к чемпионату мира О’Гара сыграл за «Манстер» против сборной Ирландии — эта игра окончилась поражением «парней в зелёном» со счётом 19:26.
19 февраля 2000 года состоялся дебют Ронана О’Гара в рядах сборной Ирландии, который выпал на матч Кубка шести наций против Шотландии. Осенью 2002 года сборная Ирландии на «Лэнсдаун Роуд» обыграла Австралию со счётом 18:9 в тестовом матче, в котором все очки ирландцам принёс О’Гара. Он поехал в составе сборной на чемпионат мира 2003 года, сыграв там все четыре матча группового этапа против команд Румынии, Намибии, Аргентины и Австралии, а также четвертьфинальную встречу против Франции, которую ирландцы проиграли. Всего О’Гара за этот турнир набрал 30 очков.

### 2004—2007

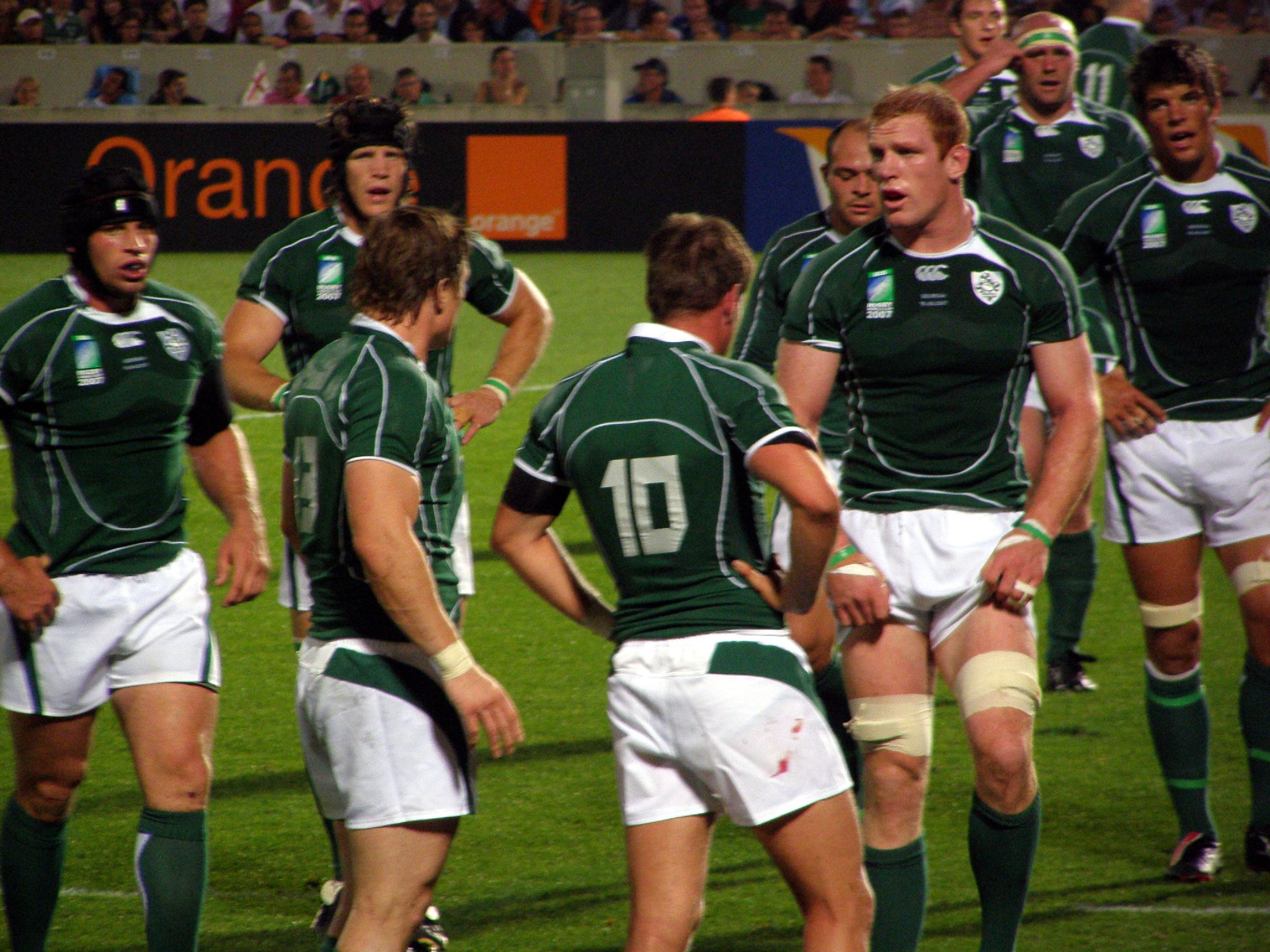
О’Гара (номер 10) в матче против Грузии, чемпионат мира 2007 года

13 ноября 2004 года О’Гара снова принёс победу сборной Ирландии, набрав все её 17 очков в матче против ЮАР на «Лэнсдаун Роуд» («спрингбокс» набрали только 12 очков). 27 ноября в матче против Аргентины его дроп-гол принёс ирландцам ещё одну победу. В обеих встречах Ронану присудили приз лучшему игроку матча. В 2004 году он удостоился звания лучшего спортсмена года от телерадиокомпании RTÉ. В 2006 году О’Гара побил рекорд Дэвида Хамфриса по числу набранных очков в матчах за сборную и выиграл Тройную корону на Кубке шести наций.
11 февраля 2007 года О’Гара занёс свою первую попытку за сборную в матче на «Кроук Парк» против Франции в Кубке шести наций, но ирландцы в итоге уступили французам. 10 марта в том же Кубке в матче против Шотландии О’Гара набрал все очки сборной и вырвал общую победу с итоговым счётом 19:18 на «Мюррейфилде». 24 августа, в рамках подготовки к чемпионату мира, в Белфасте на стадионе «Рэйвенхилл» в матче против Италии при счёте 16:20 в пользу соперников он в результате борьбы вырвался к зачётной зоне итальянцев после передачи от Эндрю Тримбла и занёс попытку. Итальянцы апеллировали к судье, утверждая, что попытка была занесена не по правилам, поскольку О’Гара не закрепил мяч и помогал себе ногой (хотя мяч в этом моменте также попал и в ногу итальянца). Однако после серии видеоповторов, ни один из которых не давал очевидного ответа на вопрос о возможном нарушении правил, судья Дерек Беван принял решение засчитать попытку, чем вызвал негодование итальянцев. Реализация попытки установила итоговый счёт 23:20 в пользу Ирландии, причём из 23 очков ирландцев Ронан в этом матче набрал 18. На чемпионате мира по регби во Франции О’Гара, приехавший туда со сборной Ирландии, провёл четыре матча группового этапа против Намибии, Грузии, Франции и Аргентины, набрав 19 очков. Однако Ирландия не вышла из группы, а французские СМИ постоянно публиковали слухи о том, что у игрока сорвана свадьба или что он оказался в долгах из-за азартных игр (О’Гара постоянно опровергал эти, по его словам, «омерзительные» слухи).

### 2008—2011

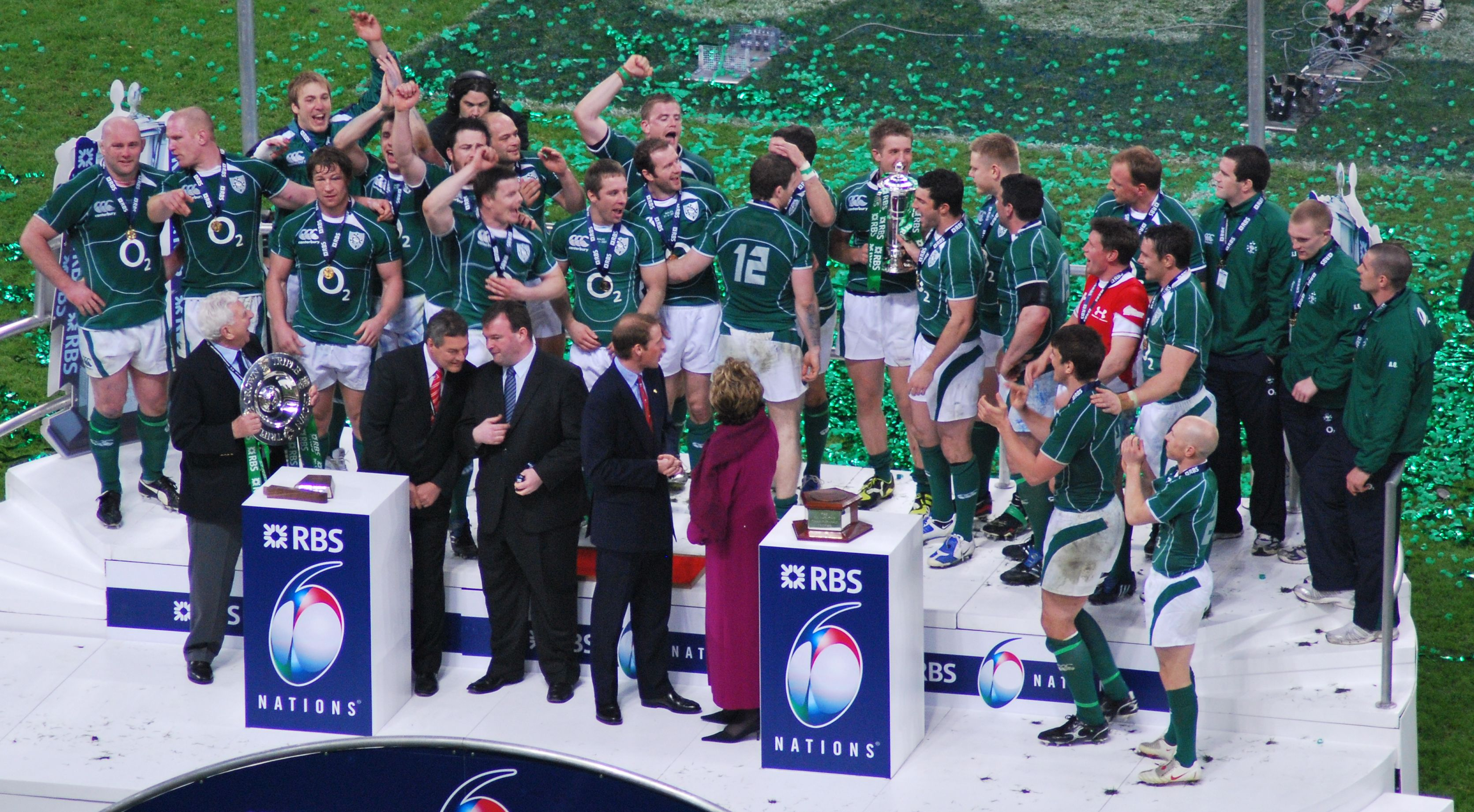
Ирландцы празднуют выигранный Большой шлем 2009 года, Ронан О’Гара — в красной майке

11 марта 2008 года О’Гара был впервые в своей карьере назначен капитаном сборной и вывел команду на матч Кубка шести наций против Англии на стадионе «Туикенем».
В Кубке шести наций 2009 года О’Гара добился сразу нескольких достижений. 14 марта после матча против Шотландии он побил рекорд Джонни Уилкинсона по числу набранных очков на турнире, а 20 марта в матче против Уэльса забил на 78-й минуте дроп-гол, который принёс сборной, помимо победы в Кубке, ещё и Большой шлем, чего не случалось в течение 61 года. В ноябре того же года Ронан участвовал в тестовом матче против Австралии, набрав 10 очков, а оставшиеся два матча против Фиджи и ЮАР пропустил, уступив Джонатану Секстону место в стартовом составе.
О’Гара снова выступал на позиции флай-хава на матчах Кубка шести наций 2010 года против Франции и Италии, показав при этом стопроцентный результат реализаций, но в остальных трёх матчах он не играл. Летом он был включён в заявку сборной Ирландии на турне по Новой Зеландии и Австралии: в матче против «Олл Блэкс» он реализовал три попытки, а матч против «Уоллабис» провёл на скамейке запасных. Первый осенний тест-матч против ЮАР стал для Ронана сотым в составе сборной — он стал третьим игроком «парней в зелёном», достигшим отметки в 100 игр. Помимо этого, он сыграл против команд Самоа (в стартовом составе, в игре набрал 15 очков, в том числе занеся одну попытку), Новой Зеландии и Аргентины (в обеих встречах вышел на замену).
В 2011 году О’Гара выступил в Кубке шести наций во всех пяти встречах, выйдя в стартовом составе против Шотландии и Уэльса (в игре с шотландцами получил приз лучшего игрока, а во встрече с валлийцами достиг отметки в 1000 очков в играх за сборную) и выйдя на замену в играх против Италии, Франции и Англии. Ирландия, победив Англию со счётом 24:8, не позволила англичанам выиграть Большой шлем. В том же году О’Гара был включён в заявку на чемпионат мира в Новой Зеландии, сыграв все четыре матча группового этапа против команд США (выход на замену), Австралии (выход на замену), России (стартовый состав) и Италии (стартовый состав). Забив пенальти и проведя шесть реализаций в матче с россиянами, Ронан О’Гара стал рекордсменом среди игроков сборной Ирландии по числу очков, набранных на Кубках мира; в матче с Италией он вышел вместо Джонатана Секстона и набрал 16 очков (итоговая победа Ирландии 36:6). В четвертьфинале против Уэльса О’Гара забил пенальти и провёл реализацию, но Ирландия уступила 10:22. После победы над австралийцами со счётом 15:6, одержанной 17 сентября, О’Гара в интервью журналистам сообщил о возможном уходе из сборной после Кубка мира, однако позже сказал, что его слова были неправильно истолкованы.

### 2012—2013
Кубок шести наций 2012 позволил Ронану О’Гара догнать Брайана О’Дрисколла по числу игр за сборную (117-й матч): это случилось 5 февраля в матче открытия против Уэльса. При этом О’Гара стал ещё и рекордсменом по числу проведённых игр в истории розыгрыша Кубка наций, побив рекорд ирландца Майка Гибсона с 56 играми. О’Гара перегнал О’Дрисколла по числу игр за сборную 25 февраля во встрече с Италией. Во всех матчах он выходил на замену, а о турнире сказал, что он «выворачивал кишки». Во время новозеландского турне 2012 года О’Гара вышел на замену во всех трёх встречах сборной, а 10 ноября 2012 года провёл свою 125-ю встречу за команду Ирландии (матч против ЮАР, в котором вышел на замену).
Последним турниром в карьере Ронана О’Гара за сборную Ирландии стал Кубок шести наций 2013. 10 февраля он вышел на замену в матче с Англией, а в игре против Шотландии вышел на замену, уступив место флай-хава и номер 10 Падди Джексону из-за травмы Джонатана Секстона. Это был последний матч О’Гара за сборную, так как в заявки на игры с Францией и Италией он не попал. В его отсутствие Ирландия проиграла Италии 15:22, впервые потерпев поражение от итальянцев в Кубке шести наций. Заявление Ронана О’Гара 18 мая 2013 года о завершении игровой карьеры подвело черту под его выступлениями за сборную Ирландии.

## «Британские и ирландские львы»

### 2001
В британскую сборную «Британские и ирландские львы» Ронан О’Гара был вызван перед её турне по Австралии в 2001 году и сыграл там в общей сложности четыре матча против сборной Западной Австралии, клуба «Уаратаз», сборной округов Нового Южного Уэльса и клуба «Брамбиз», набрав за эти игры 26 очков. О’Гара был также в резерве на матч со второй сборной Австралии. В матче против «Уаратаз» Ронан О’Гара получил одиннадцать ударов по голове от Данкана Макрея, вследствие чего ирландцу пришлось наложить восемь швов на область вокруг глаза, а Макрей был дисквалифицирован на семь недель. После игры тренер «львов» Грэм Генри назвал матч «скверным днём для регби».

### 2005
Вторая серия выступлений О’Гара за «Львов» датируется 2005 годом, когда они совершали турне по Новой Зеландии. Он провёл 6 матчей против сборных провинций Бей-оф-Пленти, Отаго, Саутленд, Манавату и Окленда и сборной маори. Официально первый тест-матч О’Гара прошёл против национальной сборной Новой Зеландии, и это был третий матч «Львов»: в нём ирландец вышел на замену, но не спас свою сборную от поражения.

### 2009
21 апреля 2009 года О’Гара был включён в заявку «Львов» на турне по Южной Африке. 30 мая в матче открытия против сборной «Ройял», завершившемся победой британско-ирландской сборной со счётом 37:25, он набрал 22 очка. 10 июня О’Гара сыграл против клуба «Шаркс», участвующего в Кубке Карри, и набрал 12 очков в матче, окончившемся победой «Львов» — 39:3. 16 июня в ещё одном матче был побеждён клуб «Саутерн Кингз» со счётом 20:8, а 23 июня О’Гара вывел команду как капитан на матч со второй сборной ЮАР, известной как «Эмерджинг Спрингбокс». 27 июня во втором тест-матче против команды ЮАР О’Гара вышел на замену, проведя свой второй официальный тест-матч за «Львов», однако при равном счёте на 79-й минуте «привёз» в ворота своей команды пенальти, врезавшись в Фури дю Прееса. Пенальти реализовал Морне Стейн и принёс сборной ЮАР победу в серии. Всего в 5 играх за «Львов» в 2009 году Ронан О’Гара набрал 49 очков.

## Завершение карьеры игрока
Ронан О’Гара официально объявил о завершении своей игровой карьеры 18 мая 2013 года. После поражения «Манстера» в Кубке Хейнекен от «Клермон Овернь» в течение нескольких недель в прессе ходили слухи о том, что О’Гара действительно может принять подобное решение. Официально он прокомментировал это следующим образом:

Я намереваюсь в будущем тренировать команды высокого уровня, и в свете этих планов я подтверждаю, что в июле присоединяюсь к тренерскому штабу клуба «Расинг Метро». Я доверяю своему внутреннему голосу, который говорит мне, что настала пора остановиться. Принял ли я это решение ещё до поражения в Монпелье в прошлом месяце? В определённом смысле да. Ушли мои парни. Ушли мои пацаны из команды.
Оригинальный текст (англ.)I have ambitions in the years ahead to coach at a high level and, with this in mind, I can confirm now that I will be joining Racing Métro's coaching staff in July. I am trusting my instinct and it is telling me now is the appropriate time to stop. Had I already decided to retire before the loss in Montpellier last month? I kind of knew. My lads are gone. My boys in the team are gone.

Исполнительный директор клуба Гарретт Фицджеральд пожелал Ронану всего самого лучшего и признал, что О’Гара внёс огромный вклад в клуб «Манстер» и всё ирландское регби за годы своей карьеры. В мае 2016 года имя Ронана О’Гара было включено в списки Зала славы Ассоциации игроков Ирландского регбийного союза.

## Тренерская карьера
Отклонив очередной игровой контракт на один год от «Манстера», О’Гара вошёл в тренерский штаб французского клуба «Расинг Метро 92», заняв с июля 2013 года пост тренера защитников. В 2016 году он продлил контракт до 2019 года. Среди его подопечных был и бывший конкурент в сборной на позиции флай-хава Джонатан Секстон, который считал за честь работать под руководством О’Гара.
В июне 2017 года ровно на одну встречу Ронан О’Гара вошёл в тренерский штаб сборной Ирландии, проводившей тестовый матч против США, заняв пост тренера по оттачиванию навыков. В ноябре 2017 года он досрочно покинул «Расинг» и перешёл в новозеландский клуб «Крусейдерс». С 1 января 2018 года О’Гара стал помощником тренера защитников, а в июне продлил контракт на следующий сезон Супер Регби. Благодаря работе О’Гара в тренерском штабе «Крусейдерс» выиграли Супер Регби в 2018 году. Через год они защитили титул, одержав победу в финале над аргентинским клубом «Хагуарес» со счётом 19:3, а после финала О’Гара объявил, что эта игра стала для него последней как для члена тренерского штаба «крестносцев».
В канун начала чемпионата Франции 2019/2020 Ронан О’Гара объявил о том, что сменит Хавьера Гарбахосу на посту главного тренера клуба «Стад Рошле». Пост директора клуба занимал в то время Джоно Гиббз, в прошлом тренер нападающих «Ленстера» и главный тренер «Ольстера». Знаковым для тренера стало интервью BT Sport от 2 апреля 2021 года после победы команды из Ла-Рошели над «Глостером» в 1/8 финала Европейского кубка вызова со счётом 27:16, в котором О’Гара рассказал о развитии своей регбийной философии за время работы во Франции и Новой Зеландии, выделив такой составляющий элемент тактики, как KBA (англ. Keep Ball Alive — «держать мяч в игре»). Интервью неоднократно цитировали различные регбийные СМИ, отметившие хорошую игру клуба, которая сформировалась после прихода О’Гара в команду.
В апреле 2021 года О’Гара продлил контракт с клубом «Стад Рошле» до сезона 2023/2024, взяв на себя и обязанности директора клуба в связи с уходом Гиббза в «Клермон-Овернь» на пост главного тренера. Вместе с командой стал финалистом (2021), а затем и победителем (2022) в Кубке европейских чемпионов, и впервые привёл клуб к медалям в Топ-14 — финалист в сезоне 2020/21.

## Награды и достижения
Ронан О’Гара является обладателем 9 трофеев в составе клуба «Манстер» и 6 трофеев в составе сборной Ирландии. 12 сентября 2018 года его имя внесено в списки Зала славы World Rugby.

### Статистика игр в сборной
| Противник         | Матчей | Выиграно | Ничьих | Проиграно | Попытки | Очки | % побед |
| ----------------- | ------ | -------- | ------ | --------- | ------- | ---- | ------- |
| Австралия         | 9      | 3        | 5      | 1         | 1       | 74   | 33.33   |
| Англия            | 14     | 8        | 6      | 0         | 1       | 101  | 57.14   |
| Аргентина         | 8      | 6        | 2      | 0         | 0       | 59   | 75      |
| Грузия            | 2      | 2        | 0      | 0         | 0       | 23   | 100     |
| Италия            | 14     | 14       | 0      | 0         | 3       | 180  | 100     |
| Канада            | 2      | 1        | 0      | 1         | 0       | 22   | 75      |
| Намибия           | 2      | 2        | 0      | 0         | 0       | 21   | 100     |
| Новая Зеландия*   | 13     | 0        | 13     | 0         | 0       | 38   | 0       |
| Пасифик Айлендерс | 1      | 1        | 0      | 0         | 0       | 0    | 100     |
| Россия            | 2      | 2        | 0      | 0         | 0       | 30   | 100     |
| Румыния           | 3      | 3        | 0      | 0         | 0       | 14   | 100     |
| Самоа             | 3      | 3        | 0      | 0         | 3       | 62   | 100     |
| США               | 2      | 2        | 0      | 0         | 0       | 18   | 100     |
| Тонга             | 1      | 1        | 0      | 0         | 0       | 10   | 100     |
| Уэльс             | 14     | 8        | 6      | 0         | 3       | 100  | 57.14   |
| Франция           | 16     | 3        | 12     | 1         | 2       | 127  | 21.88   |
| Шотландия         | 15     | 11       | 4      | 0         | 2       | 125  | 73.33   |
| ЮАР*              | 8      | 2        | 6      | 0         | 1       | 56   | 25      |
| Япония            | 1      | 1        | 0      | 0         | 0       | 23   | 100     |
| Итого             | 130    | 73       | 52     | 3         | 16      | 1083 | 56.15   |

Данные по состоянию на 17 марта 2013
* Здесь включены матчи за сборную Великобритании и Ирландии «Британские и ирландские львы»

### Корк Конститьюшн
- Всеирландская Регбийная Лига:
  - Чемпион (1): 1998/99
- Старшая лига Манстера:
  - Чемпион (1): 1997/98

### «Манстер»
- Кубок Хейнекен:
  - Обладатель (2): 2005/06, 2007/08
- Про12:
  - Чемпион (3): 2002/03, 2008/09, 2010/11
- Кельтский кубок:
  - Обладатель (1): 2004/05
- Чемпионат провинций Ирландии:
  - Чемпион (3): 1998/99, 1999/00, 2000/01

### Ирландия
- Кубок шести наций:
  - Обладатель (1): 2009
- Большой шлем:
  - Обладатель (1): 2009
- Тройная корона:
  - Обладатель (4): 2004, 2006, 2007, 2009

### «Британские и ирландские львы»
- Турне «Британских и ирландских львов»:
  - Участник (3): 2001[англ.], 2005[англ.], 2009[англ.]

## Личная жизнь
6 июля 2006 года Ронан женился на своей давней подруге Джессике Дэли. У них пятеро детей: близнецы, сын Руа и дочь Молли (род. 2008), сыновья Джей-Джей (род. 2010), Зак (род. 2012) и Макс (род. 2014).
9 октября 2008 года О’Гара выпустил автобиографию Ronan O’Gara: My Autobiography, написанную вместе с журналистом Денисом Уолшом, автором спортивного раздела ирландской редакции газеты Sunday Times. В 2009 году книга была переиздана после победы сборной Ирландии в Кубке шести наций и завоевания Большого шлема. В ноябре 2013 года О’Гара издал вторую автобиографическую книгу Ronan O’Gara: Unguarded. 2 января 2014 года на телеканале RTÉ One вышел документальный фильм о регбисте «ROG — The Ronan O’Gara Documentary».
24 октября 2013 года в мэрии Корка состоялся банкет в честь О’Гара, на котором присутствовали около 850 человек. Стоимость билета составляла 300 евро, все деньги шли на благотворительность. 11 мая 2017 года в мэрии Корка на специальной церемонии О’Гара было присвоено звание почётного гражданина города.

### Профили
- На сайте клуба «Манстер» Архивная копия от 28 ноября 2017 на Wayback Machine
- На сайте Ирландского регбийного союза
- На сайте «Британские и ирландские львы» Архивная копия от 19 февраля 2017 на Wayback Machine
- На сайте European Progessional Club Rugby
- На сайте Pro12
- Профиль (англ.). ESPN. Дата обращения: 16 апреля 2021. Архивировано 4 сентября 2018 года.
- Профиль (англ.). ItsRugby. Дата обращения: 16 апреля 2021.

### Видео
- Дроп-гол в матче против «Нортгемптон Сэйнтс» на YouTube
- Дроп-гол в матче против «Кастр Олимпик» на YouTube
- Дроп-гол в матче против Уэльса в 2009 году на YouTube